# Politique de la chaise vide
Ne pas confondre avec Politique du siège vide.
La politique de la chaise vide a été proposée et éditée par Pierre Werner et désigne, initialement, la politique de blocage de la CEE menée par le gouvernement français sous la présidence de Charles de Gaulle du 30 juin 1965 au 30 janvier 1966. Refusant d'accepter une extension du rôle du Fonds européen d'orientation et de garantie agricole, chargé de la mise en œuvre de la politique agricole commune (PAC), et de celui du Parlement européen, mais surtout la modification du principe de l'unanimité dans la prise de décision au profit de la règle majoritaire (au premier janvier 1966, le marché commun allait entrer dans sa 3ème et dernière étape, et le traité de la CEE prévoit alors une extension du champ de la majorité qualifiée), de Gaulle suspend la participation de la France aux réunions du Conseil des ministres de la CEE, bloquant de facto toute prise de décision.
Le compromis trouvé à Luxembourg en janvier 1966 met fin à la crise institutionnelle en affirmant la nécessité d'une prise de décision à l'unanimité pour les votes importants.

## Contexte et origines
Pour un article plus général, voir Politique de « grandeur » du général de Gaulle (1958-1969).
Cette crise, la plus grave pendant le mandat de la commission Hallstein II, est l'aboutissement de divergences anciennes entre deux conceptions européennes : celle de l'« Europe des États » du général de Gaulle, dans laquelle les États européens s'accordent seuls sur la direction qu'ils souhaitent prendre (au niveau des chefs d’États et de gouvernement qui prendraient les décisions seuls sur la base des traités), et la conception d'une Europe qui serait une fédération à caractère supranational, dans laquelle les institutions (représentant les États membres, au travers des chefs d’États et de gouvernement, la Communauté au travers des commissaires, et les citoyens, au travers de députés), orienteraient certaines politiques de la Communauté pour lesquelles elles seraient compétentes. Ces deux visions sont un point de discorde majeur, soutenues d'un côté par la France et de l'autre par les autres États membres, en particulier la RFA, et des personnalités telles que Jean Monnet ou Robert Schuman, considérées comme les « Pères de l'Europe ».

## Compromis de Luxembourg

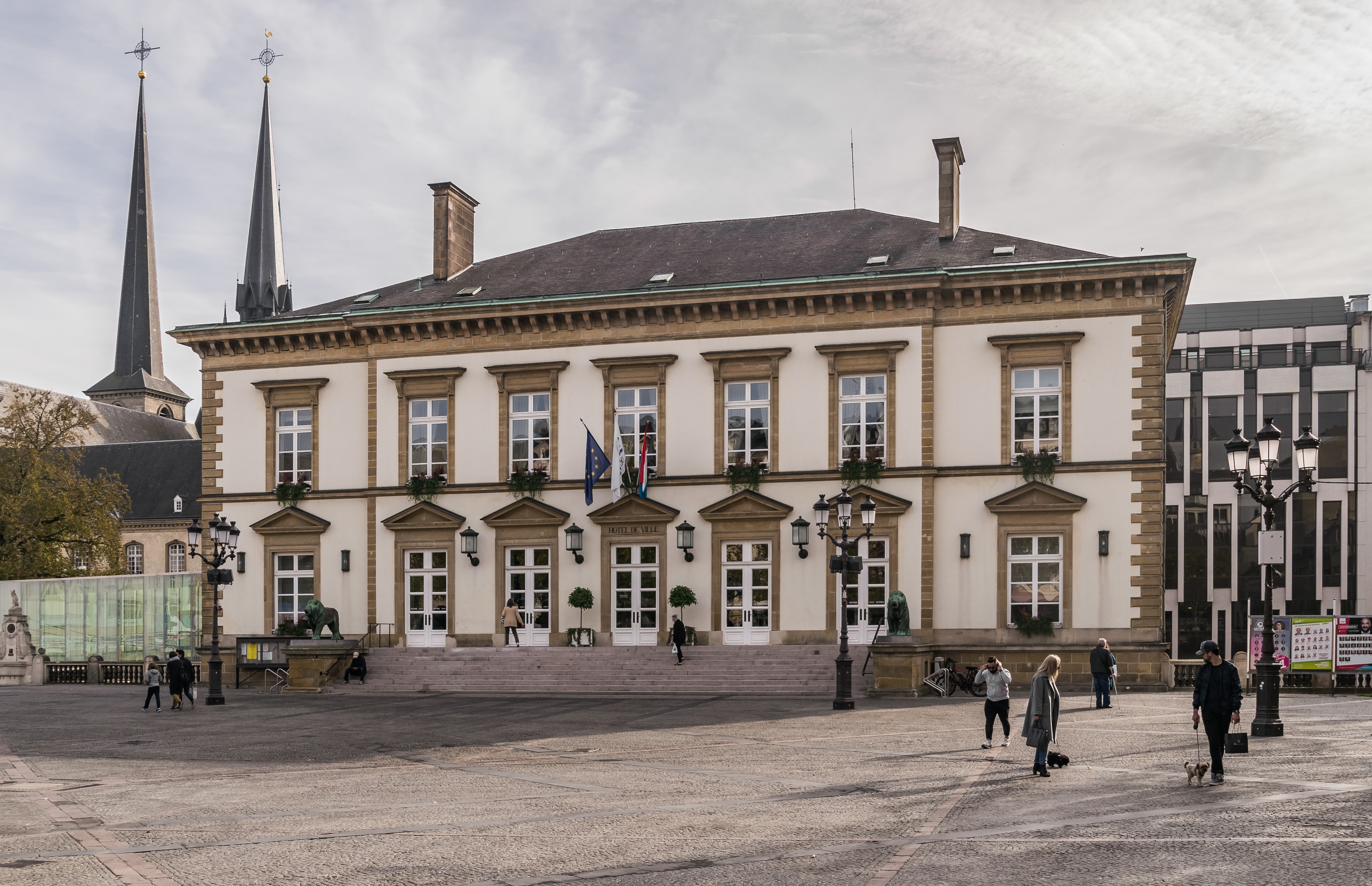
L'hôtel de ville de Luxembourg, où le compromis a été atteint

Cette crise est résolue par le compromis de Luxembourg, en janvier 1966. Celui-ci fait suite à l'élection présidentielle française de décembre 1965, lors de laquelle le général de Gaulle est mis en ballottage par François Mitterrand, mais parvient à gagner l'élection, partiellement en raison de sa politique européenne (selon Luuk van Middelaar).
Le compromis met fin à la crise institutionnelle en affirmant la nécessité d'une prise de décision à l'unanimité pour les votes importants. Ainsi, la France obtient que lorsqu'une question concerne un « intérêt vital », les membres du Conseil doivent trouver un compromis jusqu'à ce que cette solution fasse un accord unanime. Le compromis du Luxembourg peut être considéré comme un frein à l'intégration des États dans un système commun.
Pour les tenants du fédéralisme, cette rigidité dans les processus de décisions serait à l'origine des blocages institutionnels de l'UE, aggravés par les élargissements successifs qui rendent de plus en plus difficiles à obtenir les compromis entre les différents États-membres. Cependant, pour les souverainistes, le droit de veto demeure l'ultime rempart contre la limitation de la souveraineté des États-nations au profit d'une Union européenne de plus en plus supranationale, dans laquelle la règle de la majorité qualifiée prend une place croissante au fil de la succession des traités (Maastricht, Amsterdam, Nice, Lisbonne).
Le compromis de Luxembourg est employé en 1992 par le gouvernement Bérégovoy afin de s'opposer à un accord entre les États-Unis et la Commission dans le cadre des négociations du cycle d’Uruguay en matière agricole. En tout et pour tout, il n'est finalement invoqué qu'une dizaine de fois entre 1966 et 1987.

## Théorie de l'intégration européenne
Dans le champ théorique des relations internationales et de l'étude de la construction européenne, la politique de la chaise vide a conduit à mettre en doute la pertinence de l'approche néo-fonctionnaliste, notamment en relativisant le spill-over, ou engrenage automatique, mis en pratique par Jean Monnet et Robert Schuman. En effet, Ernst Haas écrit : « De Gaulle has proved us wrong ».

## Sources